# Xanthoparmelia alligatensis
Xanthoparmelia alligatensis är en lavart som beskrevs av Elix. Xanthoparmelia alligatensis ingår i släktet Xanthoparmelia och familjen Parmeliaceae. Inga underarter finns listade i Catalogue of Life.